# Yahya Khan
Agha Yahya Khan (en letra urdú: آغا محمد یحیی خان;
4 de febrero de 1917 - 10 de agosto de 1980), fue un general y político que fue nombrado como tercer presidente de Pakistán desde 1969 hasta la secesión de Pakistán Oriental (Bangladés) en 1971, y la derrota de Pakistán en la guerra indo-pakistaní de ese mismo año.
Se le considera responsable del asesinato masivo de entre 300 mil y 3 millones de civiles en el genocidio de Bangladés durante la guerra de independencia de ese país en 1971.

## Distinciones honoríficas
- Caballero Gran Cordón de la Orden de Pahlaví (Imperio de Irán).[2]
- Medalla Conmemorativa del 2.500 Aniversario del Imperio de Irán (Imperio de Irán, 14/10/1971).[3]